# Bundesministerium für Finanzen

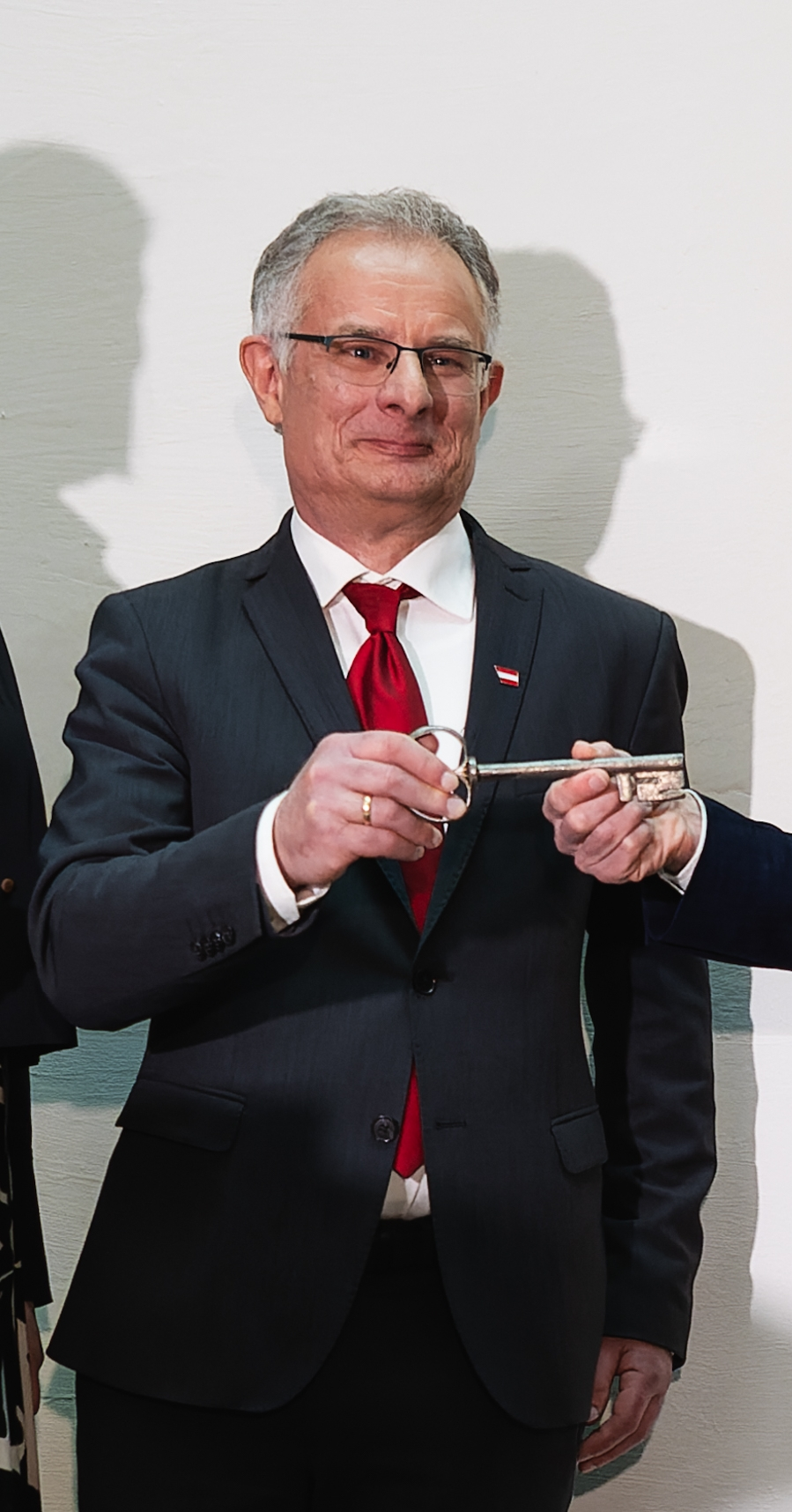
Markus Marterbauer, Bundesminister für Finanzen

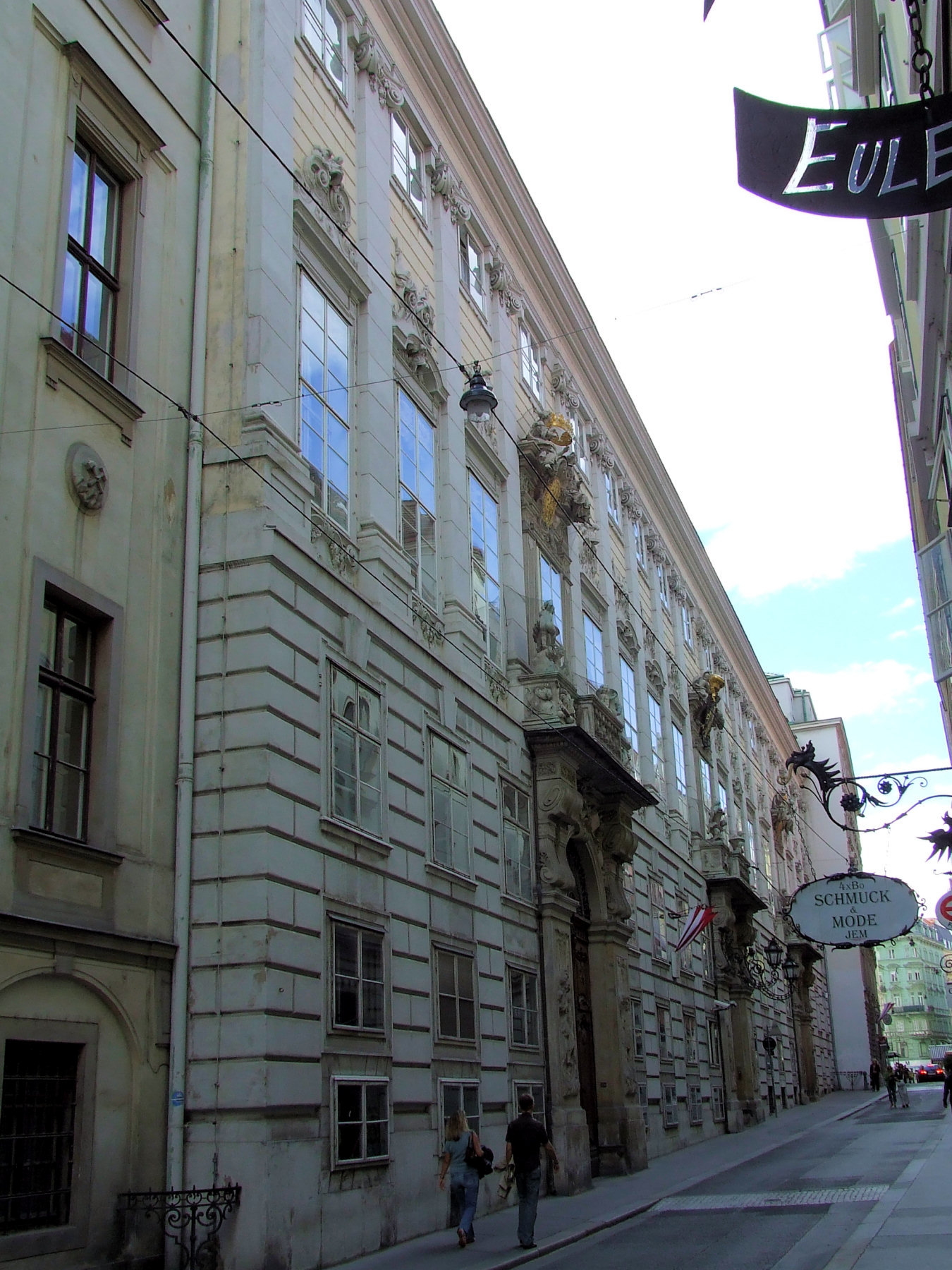
Ehem. Stadtpalais des Prinzen Eugen (Himmelpfortgasse 8), bis 2007 Sitz des BMF (Foto 2006)

Das Bundesministerium für Finanzen (kurz BMF oder Finanzministerium) ist oberste Behörde der österreichischen Finanzverwaltung und das für die Bundesfinanzen, das Finanzwesen an sich und Teile der Wirtschaftspolitik zuständige Bundesministerium.

## Geschichte
Das Bundesministerium für Finanzen hatte folgende Vorläufer im Habsburgerreich und Deutschösterreich:
- 1527–1749: Hofkammer
- 1749–1760: Directorium in publicis et cameralibus
- 1760–1816: Hofkammer
- 1816–1848: Allgemeine Hofkammer
- 1848–1918: k.k. Finanzministerium, bis 1867 auch für das kaiserliche Haus, das Außenministerium sowie Heer und Marine zuständig, ab 1867 nurmehr für die im Reichsrate vertretenen Königreiche und Länder (Cisleithanien) und die k.k. Landwehr zuständig
- 1867–1918 k.u.k. Finanzministerium oder Gemeinsames Finanzministerium, zuvor Reichsfinanzministerium: für das kaiserliche Haus, das k.u.k. Außenministerium sowie Heer und Marine Österreich-Ungarns zuständig.
- 1918–1920, auch 1945: Staatsamt für Finanzen
- 1920–1938 und ab 1946: Bundesministerium für Finanzen

Das Bundesministerium für Finanzen hat seit 1848, als es als k.k. Ministerium für Finanzen aus der Hofkammer entstand, seinen Sitz im Winterpalais des Prinzen Eugen (Wien 1, Himmelpfortgasse), zu dem in den Jahren 1957 bis 1959 ein moderner Zubau kam. Hauptadresse ist seit 2007 die Johannesgasse 5, das benachbarte Palais Questenberg-Kaunitz.

## Aufgaben
Das Bundesministerium für Finanzen ist zuständig für:
- Angelegenheiten der Finanzverfassung einschließlich des Finanzausgleiches.
- Angelegenheiten der Bundesfinanzen.
  - Erstellung des Bundesfinanzrahmen- sowie des Bundesfinanzgesetzentwurfes samt Anlagen und Führung des Bundeshaushaltes.
  - Allgemeine Angelegenheiten der Wirkungsorientierung der Haushaltsführung, soweit diese nicht in den Wirkungsbereich des Bundeskanzleramtes fallen.
  - Budgetäre Angelegenheiten der Europäischen Union.
  - Angelegenheiten der öffentlichen Abgaben und Beiträge, soweit diese Abgaben und Beiträge von Abgabenbehörden des Bundes verwaltet werden; Angelegenheiten der Bundesverwaltungsabgaben.
  - Zollwesen.
  - Angelegenheiten des Verfahrens, der Erhebung, der Vollstreckung, des Verwaltungsstrafrechts und des Verwaltungsstrafverfahrens auf dem Gebiet der in den Wirkungsbereich des Bundesministeriums für Finanzen fallenden Abgaben und Beiträge.
  - Organisatorische Angelegenheiten der Abgaben(Zoll)verwaltung des Bundes.
- Angelegenheiten des Bundesfinanzgerichtes.
- Angelegenheiten des Finanzwesens einschließlich der Finanzpolitik.
  - Währungs-, Kredit-, Sparkassen-, Bank- und Börsewesen.
  - Angelegenheiten des Kapital- und Zahlungsverkehrs.
  - Angelegenheiten der Vertragsversicherungsaufsicht.
  - Punzierungswesen mit Ausnahme der Angelegenheiten der Punzierungskontrolle.
  - Angelegenheiten der Österreichischen Postsparkasse.
- Angelegenheiten der Wirtschaftspolitik, soweit sie nicht in die Zuständigkeit eines anderen Bundesministeriums fallen, unbeschadet der Zuständigkeit des Bundeskanzleramtes zur wirtschaftlichen Koordination.
- Angelegenheiten staatlicher Monopole einschließlich der Errichtung und Verwaltung von Bauten und Liegenschaften des Bundes, die Zwecken der staatlichen Monopole gewidmet sind.
- Angelegenheiten des Bundesvermögens, soweit sie nicht in die Zuständigkeit eines anderen Bundesministeriums fallen.
  - Verfügung über Bundesvermögen.
  - Verwaltung des Bundesvermögens, soweit sie nicht in die Zuständigkeit eines anderen Bundesministeriums fällt.
  - Angelegenheiten der Staatskredite, der Bundeshaftungen und der Finanzschulden.
  - Erfassung, Sicherung, Verwaltung und Verwertung von dem Bund verfallenen oder heimgefallenen oder herrenlosen Vermögenswerten.
  - Finanzielle Angelegenheiten des Erwerbes und der Verwaltung von Anteilsrechten des Bundes an Gesellschaften und an Genossenschaften, soweit sie sich unmittelbar auf den Bundeshaushalt auswirken.
- Angelegenheiten der Wirtschaftstreuhänder auf dem Gebiet der Beratung und Vertretung in Abgaben- und Finanzstrafsachen und Angelegenheiten der Aufsicht über die Abschlussprüfung einschließlich der Legistik.
- Finanzielle Kriegsschadensangelegenheiten einschließlich der Rückstellungs- und Rückgabeangelegenheiten.
  - Kriegs-, Besatzungs- und Kriegsfolgeschäden am österreichischen Vermögen im In- und Ausland sowie an ausländischem Vermögen in Österreich.
  - Angelegenheiten der finanziellen Durchführung des Staatsvertrages vom 15. Mai 1955.
- Budget- und Finanzcontrolling.
  - Finanzcontrolling für ausgegliederte Rechtsträger des Bundes.
- Angelegenheiten der IT und Organisation des Rechnungswesens, des Zahlungsverkehrs sowie des Buchhaltungswesens des Bundes
- Angelegenheiten der öffentlichen Verwaltung von Unternehmungen und der öffentlichen Aufsicht über diese einschließlich der Verwertung unter öffentlicher Verwaltung oder öffentlicher Aufsicht stehender Vermögenschaften.
- Verhandlungen über die Aufnahme von Anleihen bei der Internationalen Bank für Wiederaufbau und Entwicklung oder bei sonstigen Völkerrechtssubjekten. Verhandlungen über die Gewährung von Staatskrediten. Angelegenheiten internationaler Finanzinstitutionen und des Rates für die Zusammenarbeit auf dem Gebiet des Zollwesens sowie des Verkehrs mit diesen.
- Mitwirkung bei der Erstellung des Rahmenplanes der Österreichischen Bundesbahnen hinsichtlich der budgetären Aspekte.
- Angelegenheiten des Bergwesens.
- Angelegenheiten der BRZ GmbH.

## Struktur
Das Bundesministerium für Finanzen gliedert sich wie folgt:
- Bundesminister für Finanzen
  - Kabinett des Herrn Bundesministers für Finanzen
- Staatssekretärin im Bundesministerium für Finanzen
  - Büro der Frau Staatssekretärin
  - Interne Revision
  - Rechtsschutzbeauftragter gemäß § 74a FinStrG
- Generalsekretär des Bundesministeriums für Finanzen
  - Präsidialsektion: Steuerung und Services
    - Stabsstelle für Personalentwicklung der BMF-Zentralleitung und Ressortstrategie
    - Gruppe Präs. A: Personal, IT & Kommunikation
      - Abteilung Präs. 1: Kommunikation und Protokoll
      - Abteilung Präs. 2: Personal und Organisation BMF-Zentralleitung
      - Abteilung Präs. 4: Verbindungsdienst und internationale Koordination
      - Abteilung Präs. 6: Multiprojektmanagement und IT-Koordination

    - Gruppe Präs. B: Budget, Infrastruktur, Beteiligungen, Recht & Vergabe
      - Abteilung Präs. 3: Infrastruktur, Umwelt-, Energie- und Krisenmanagement
      - Abteilung Präs. 5: Beteiligungen und Liegenschaften
      - Abteilung Präs. 7: Controlling und Ressort-Budget
      - Abteilung Präs. 8: Recht und Vergabe

  - Sektion I: Finanzverwaltung
    - Büro für interne Angelegenheiten
    - Gruppe I/A: Management Finanzverwaltung
      - Abteilung I/1: Grundsatz Personal
      - Abteilung I/6: Personalentwicklung
      - Abteilung I/7: Verwaltungsmanagement der Steuer- und Zollverwaltung

    - Gruppe I/B: Zoll
      - Abteilung I/2: Zollrecht, Zollpolitik und Internationale Zollangelegenheiten
      - Abteilung I/3: Tarifmanagement; Handelspolitische Instrumente; nichttarifarische Maßnahmen
      - Abteilung I/4: Umweltökonomische Aufgaben der Zollverwaltung, Internationale Agenden der Finanzverwaltung

    - Gruppe I/C: Prozess- und IT-Management Finanzverwaltung
      - Abteilung I/8: Prozessmanagement und Glücksspiel
      - Abteilung I/10: IT - Management Steuer und Verbundkomponenten
      - Abteilung I/11: IT - Management Zoll und Querschnitt

    - Gruppe I/D: Förderwesen und Betrugsbekämpfung
      - Abteilung I/9: Betrugsbekämpfung Steuer und Zoll
      - Abteilung I/12: Steuerung des Förderwesens gem. COFAG-NoAG
      - Abteilung I/13: Förderrecht gem. COFAG-NoAG

  - Sektion II: Budget
    - Stabsabteilung Budgetstrategie, Haushaltsanalysen und Internationales
    - Gruppe II/A: Budget-Querschnitt
      - Abteilung II/1: Grundsatz, Koordination und Recht
      - Abteilung II/3: Finanzverfassung und Finanzausgleich
      - Abteilung II/6: Budget – Oberste Organe, BKA, Äußeres, Öffentlicher Dienst und Sport
      - Abteilung II/12: Transparenzdatenbank

    - Gruppe II/B: Budget-Ressortspezifisch
      - Abteilung II/4: Budget – Bildung, Wissenschaft und Forschung, Kunst und Kultur
      - Abteilung II/7: Budget – Inneres, Justiz, Landesverteidigung und Fremdenwesen
      - Abteilung II/9: Budget – Land- und Forstwirtschaft, Regionen und Wasserwirtschaft, Klima, Umwelt und Energie
      - Abteilung II/10: Budget – Wirtschaft, Mobilität, Innovation und Technologie
      - Abteilung II/13: Green Budgeting

    - Gruppe II/C: Planung und Prognose
      - Abteilung II/2: EU-Haushalt und europäische Budgetpolitik
      - Abteilung II/5: Budget – Arbeit, Soziales, Gesundheit, Pensionen, Familie und Jugend
      - Abteilung II/8: Budgetplanung und Controlling
      - Abteilung II/11: IT und Organisation des Rechnungswesens und Zahlungsverkehrs

  - Sektion III: Wirtschaftspolitik und Finanzmärkte
    - Gruppe III/A: Internationale Angelegenheiten, Europäische Integration und Allgemeine Wirtschaftspolitik
      - Abteilung III/1: Allgemeine Wirtschaftspolitik
      - Abteilung III/2: Koordination der EU-Politiken, Erweiterung, Allgemeine Handelspolitik
      - Abteilung III/3: Internationale Finanzinstitutionen
      - Abteilung III/9: Europäische und internationale Stabilitätsmechanismen

    - Gruppe III/B: Exportförderung, Bundeshaftungen und Geldwäscheprävention
      - Abteilung III/7: Ausfuhrfinanzierung; Internationale Ausfuhrförderungspolitik und Bundeshaftungen
      - Abteilung III/8: Ausfuhr- und Wirtschaftsförderung; Garantien; Umschuldungen
      - Abteilung III/11: Prävention Geldwäsche und Terrorismusfinanzierung
      - Abteilung III/12: WiEReG – Registerbehörde

    - Gruppe III/C: Finanzmärkte und Finanzmarktlegistik
      - Abteilung III/4: Finanzmärkte und Finanzmarktaufsicht
      - Abteilung III/5: Bankenrecht
      - Abteilung III/6: Versicherungsrecht, Pensionskassen- und Abschlussprüferaufsichtsrecht
      - Abteilung III/10: Kapitalmarktrecht und FinTech

  - Sektion IV: Steuerpolitik und Steuerrecht
    - Gemeinsames Online-Redaktionsteam für Steuer-Informationen (GRT-Steuer)
    - Gruppe IV/A: Steuerpolitik
      - Abteilung IV/1: Steuerpolitik und Abgabenlegistik
      - Abteilung IV/2: Steuerökonomie und Steuerschätzung
      - Abteilung IV/7: Lohnsteuer

    - Gruppe IV/B: Indirekte Steuern
      - Abteilung IV/4: Umsatzsteuer
      - Abteilung IV/5: Verbrauchssteuern und Umweltabgaben
      - Abteilung IV/10: Finanzstrafrecht
      - Abteilung IV/12: Internationale indirekte Steuern

    - Gruppe IV/C: Direkte Steuern & Verfahrensrecht
      - Abteilung IV/3: EU-Steuerrecht
      - Abteilung IV/6: Einkommen- und Körperschaftsteuer
      - Abteilung IV/8: Internationales Steuerrecht
      - Abteilung IV/9: Immobilien- und Kraftfahrzeugbesteuerung, Gebühren und Bewertung
      - Abteilung IV/11: Abgabenverfahrens- und Exekutionsrecht

  - Sektion VI: Bergbau
    - Referat Digitalisierung und Innovation (RIS)
    - Stabsstelle Sicherheitsforschung und Technologietransfer
    - Abteilung VI/4: Bergbau – Rechtsangelegenheiten
    - Abteilung VI/5: Mineralrohstoffpolitik
      - Referat VI/5a
      - Referat VI/5b

    - Abteilung VI/6: Bergbau – Technik und Sicherheit
    - Abteilung VI/7: Montanbehörde West
    - Abteilung VI/8: Montanbehörde Süd
    - Abteilung VI/9: Montanbehörde Ost

## Geschäftsbereiche
Das Bundesministerium für Finanzen hat folgende nachgeordnete Dienststellen:
- Finanzamt Österreich
- Finanzamt für Großbetriebe
- Zollamt Österreich
- Amt für Betrugsbekämpfung (einschließlich Finanzpolizei)
- Prüfdienst für Lohnabgaben und Beiträge
- Zentrale Services (einschließlich Bundesfinanzakademie)
- Finanzprokuratur
- Amt der Münze Österreich
- Österreichisches Postsparkassenamt

Folgende ausgegliederte Einrichtungen sind dem Ressortbereich zuzuordnen:
- ABBAG – Abbaumanagementgesellschaft des Bundes
- Abschlussprüferaufsichtsbehörde (APAB)
- Buchhaltungsagentur des Bundes (BHAG)
- Bundesbeschaffung GmbH (BBG)
- Bundespensionskasse AG
- Bundesrechenzentrum GmbH (BRZ)
- Felbertauernstraße AG (60,63 % BMF)
- Finanzmarktaufsichtsbehörde (FMA)
- Großglockner Hochalpenstraßen AG (79 % BMF)
- Internationales Amtssitz- und Konferenzzentrum Wien AG (IAKW)
- Monopolverwaltung GmbH
- Österreichischen Nationalbank (OeNB)
- Österreichischen Bundesfinanzierungsagentur Ges.m.b.H. (OeBFA)
- Villacher Alpenstraßen GmbH (70,59 % BMF)

In Angelegenheiten der Justizverwaltung ist dem Bundesministerium auch das Bundesfinanzgericht unterstellt.